# Bernd Wiesberger
Bernd Klaus Wiesberger (nascido em 8 de outubro de 1985) é um jogador austríaco de golfe profissional que, atualmente, joga nos torneios do European Tour (Circuito Europeu / Tour Europeu).
No golfe dos Jogos Olímpicos de Verão de 2016, realizados no Rio de Janeiro, Brasil, terminou sua participação na competição de jogo por tacadas individual masculino na décima primeira posição, com 278 tacadas (74-67-69-68), seis abaixo do par, representando Áustria.
Em junho de 2015, ao vencer o Alstom Open de France, Wiesberger se tornou o jogador austríaco de golfe mais bem-sucedido no Europeu Tour, com três vitórias no circuito.

## Vitórias profissionais (7)

### Vitórias no European Tour (3)
| N.º | Data                | Torneio                    | Pontuação vencedora | Par | Margem de vitória | Vice-campeão(ões)         |
| --- | ------------------- | -------------------------- | ------------------- | --- | ----------------- | ------------------------- |
| 1   | 29 de abril de 2012 | Ballantine's Championship1 | 72-65-65-68=270     | –18 | 5 tacadas         | Richie Ramsay             |
| 2   | 28 de julho de 2012 | Lyoness Open               | 71-66-67-65=269     | –19 | 3 tacadas         | Thomas Levet, Shane Lowry |
| 3   | 5 de julho de 2015  | Alstom Open de France      | 68-72-66-65=271     | –13 | 3 tacadas         | James Morrison            |

1 Cossancionado com o Asian Tour
Recorde de playoff do European Tour (0–3)
| N.º | Ano  | Torneio                                   | Adversário(s)                                               | Resultado |
| --- | ---- | ----------------------------------------- | ----------------------------------------------------------- | --- |
| 1   | 2011 | Johnnie Walker Championship at Gleneagles | Thomas Bjørn, George Coetzee, Mark Foster, Pablo Larrazábal | Bjorn venceu com birdie no quinto buraco extra Foster foi eliminado com par no quarto buraco Larrázabal foi eliminado com par no segundo buraco Wiesberger foi eliminado com par no primeiro buraco |
| 2   | 2014 | Lyoness Open                              | Mikael Lundberg                                             | Perdeu por birdie no primeiro buraco extra |
| 3   | 2015 | Irish Open                                | Søren Kjeldsen, Eddie Pepperell                             | Kjeldsen venceu com birdie no primeiro buraco extra |

### Vitórias no Asian Tour (2)
| N.º | Data                | Torneio                       | Pontuação vencedora | Par | Margem de vitória | Vice-campeão  |
| --- | ------------------- | ----------------------------- | ------------------- | --- | ----------------- | ------------- |
| 1   | 29 de abril de 2012 | Ballantine's Championship1    | 72-65-65-68=270     | –18 | 5 tacadas         | Richie Ramsay |
| 2   | 5 de maio de 2013   | CIMB Niaga Indonesian Masters | 67-72-67-67=273     | –15 | 1 tacada          | Ernie Els     |

1 Cossancionado com o European Tour